# نبرد ریور پلاته
نبرد ریور پلاته نخستین درگیری ناوگان‌های بریتانیا و آلمان در جنگ جهانی دوم بوذ.
گراف اشپی یکی از سه رزم‌ناو آلمان در اقیانوس اطلس جنوبی به کشتی‌های تجاری بریتانیا حمله کرد و ۹ کشتی بازرگانی به گنجایش کل پنجاه هزار تن را در آب فرو برد. سه رزم‌ناو آژاکس و اگستر (بریتانیا) و آشیل (زلاندنو) به گراف‌اشپی حمله کردند و آسیب سختی به آن وارد آوردند. دریادار هنری هاروود فرماندهی عملیات رزم‌ناوهای بریتانیا را بر دوش داشت. گراف‌اشپی به ناچار به اروگوئه و به رود پلاته پناهنده شد و تنها ۷۲ ساعت زمان داشت تا کرانه اروگوئه را ترک گوید ولی چون کرانه در گرداگرد ناوگان بریتانیا بود، هیتلر به ناخدا لانگسدورف دستور داد گراف‌اشپی را به زیر آب فرو برد. لانگسدورف در پی آن، خودکشی کرد.
در ۱۴ دسامبر نازی‌ها خبر پیروزی بزرگ دریایی آلمان را به دنیا اعلام کردند و گوبلز از یک پیروزی بزرگ سخن گفت ولی با روشن شدن جریان، بزرگ‌دریابد رایدر از سوی هیتلر نکوهش گردید و گفته شد که لانگسدورف به هر روی قهرمانانه رفتار کرده‌است. در بریتانیا نیز مطبوعات و رسانه‌های خبری، پیروزی ناوگان انگلستان را بسی بیش از آنچه بود جلوه دادند. جورج ششم افزون بر دیدار از آژاکس و اگستر فرماندهی عملیات را مورد سرکشی قرار داد و شهردار لندن در ۲۳ فوریه ۱۹۴۰م به فراخور ورود دو ناو یاد شده بزمی برپا کرد.